# Canton de Bayonne-Nord
Le canton de Bayonne-Nord est une ancienne division administrative française, située dans le département des Pyrénées-Atlantiques et la région Aquitaine.

## Composition
Le canton regroupe 2 communes:
- Bayonne (partie)
- Boucau

## Histoire
Le canton de Bayonne-Nord fut créé en 1973 à la suite d'une refonte des anciens cantons de Bayonne : canton de Bayonne-Nord-Est et canton de Bayonne-Nord-Ouest.
En 1982 il est amputé de sa partie orientale lors de la création du canton de Saint-Pierre-d'Irube.
| Date d'élection      | Identité               | Parti | Qualité |
| -------------------- | ---------------------- | ----- | --- |
| Canton créé en 1973. |                        |       | |
| 1973-1992            | Jean Abbadie           | PCF   | Enseignant Maire de Boucau (1965-1995) |
| 1992-1998            | Christian Millet-Barbé | RPR   | Directeur médico-social Maire-adjoint de Bayonne                                                                                                   |
| 1998-2004            | Maurice Garcia         | PCF   | Imprimeur Conseiller municipal de Boucau |
| 2004-2015            | Christophe Martin      | PS    | Directeur administratif Maire Adjoint de Boucau Vice président du Conseil général des Pyrénées-Atlantiques Elu en 2015 dans le Canton de Bayonne-2 |

## Démographie
| 1975 | 1982 | 1990   | 1999   | 2006   | 2011   | 2012   |
| ---- | ---- | ------ | ------ | ------ | ------ | ------ |
| -    | -    | 17 900 | 17 868 | 19 176 | 20 664 | 21 697 |

## Pour approfondir